# Futbol'nyj Klub Anži 2018-2019
Questa voce raccoglie le informazioni riguardanti il Futbol'nyj Klub Anži nelle competizioni ufficiali della stagione 2018-2019.

## Stagione
Il club, retrocesso sul campo dopo gli spareggi promozione/retrocessione della stagione precedente, è stato successivamente ripescato dopo la mancata iscrizione dell'Amkar Perm'. Anche questa stagione, però, finì con una retrocessione, stavolta diretta, visto il quindicesimo posto finale. In Coppa di Russia l'eliminazione arrivò agli ottavi per mano dello Spartak Mosca.

## Rosa
| N. |                       | Ruolo | Calciatore          |
| -- | --------------------- | ----- | ------------------- |
| 1  | Russia (bandiera)     | P     | Aleksandr Budakov   |
| 3  | Russia (bandiera)     | D     | Igor' Udalyj        |
| 4  | Venezuela (bandiera)  | D     | Jhon Chancellor     |
| 5  | Russia (bandiera)     | C     | Vladislav Kulik     |
| 6  | Russia (bandiera)     | C     | Ivan Markelov       |
| 7  | Uzbekistan (bandiera) | C     | Dostonbek Khamdamov |
| 8  | Russia (bandiera)     | C     | Šachban Gajdarov    |
| 9  | Venezuela (bandiera)  | A     | Andrés Ponce        |
| 10 | Russia (bandiera)     | C     | Adlan Katsaev       |
| 13 | Russia (bandiera)     | C     | Roland Gigolaev     |
| 14 | Russia (bandiera)     | A     | Gamid Agalarov      |
| 16 | Russia (bandiera)     | P     | Vladimir Sugrobov   |

| N. |                    | Ruolo | Calciatore         |
| -- | ------------------ | ----- | ------------------ |
| 17 | Ucraina (bandiera) | C     | Ihor Čajkovs'kyj   |
| 18 | Russia (bandiera)  | A     | Apti Akhyadov      |
| 19 | Russia (bandiera)  | A     | Pavel Dolgov       |
| 20 | Ghana (bandiera)   | C     | Mohammed Rabiu     |
| 21 | Russia (bandiera)  | D     | Dmitri Belorukov   |
| 22 | Russia (bandiera)  | P     | Yuri Dyupin        |
| 24 | Russia (bandiera)  | D     | Konstantin Savičev |
| 25 | Russia (bandiera)  | D     | Ivan Novosel'cev   |
| 27 | Russia (bandiera)  | C     | Amir Mokhammad     |
| 29 | Camerun (bandiera) | C     | Gaël Ondoua        |
| 30 | Russia (bandiera)  | D     | Evgenij Gapon      |
| 99 | Russia (bandiera)  | D     | Kamil' Zakirov     |

## Risultati

### Campionato
| Ekaterinburg 28 luglio 2018 1ª giornata | Ural | 0 – 1 referto | Anži | Stadio Centrale |

| Ufa 6 agosto 2018 2ª giornata | Ufa | 3 – 0 referto | Anži | Stadio Neftjanik |

| Mosca 11 agosto 2018 3ª giornata | Spartak Mosca | 1 – 0 referto | Anži | Otkrytie Arena |

| Kaspijsk 17 agosto 2018 4ª giornata | Anži | 1 – 3 referto | Orenburg | Anži-Arena |

| Mosca 26 agosto 2018 5ª giornata | Lokomotiv Mosca | 2 – 1 referto | Anži | RŽD Arena |

| Samara 1º settembre 2018 6ª giornata | Kryl'ja Sovetov Samara | 1 – 0 referto | Anži | Samara Arena |

| Kaspijsk 16 settembre 2018 7ª giornata | Anži | 0 – 4 referto | Krasnodar | Anži-Arena |

| Chimki 22 settembre 2018 8ª giornata | Dinamo Mosca | 0 – 1 referto | Anži | Arena Chimki |

| Kaspijsk 30 settembre 2018 9ª giornata | Anži | 2 – 1 referto | Zenit San Pietroburgo | Anži-Arena |

| Groznyj 7 ottobre 2018 10ª giornata | Achmat Groznyj | 0 – 0 referto | Anži | Stadion imeni Achmat-Chadži Kadyrova |

| Kaspijsk 19 ottobre 2018 11ª giornata | Anži | 0 – 2 referto | CSKA Mosca | Anži-Arena |

| Rostov sul Don 27 ottobre 2018 12ª giornata | Rostov | 1 – 0 referto | Anži | Rostov Arena |

| Kaspijsk 5 novembre 2018 13ª giornata | Anži | 2 – 1 referto | Enisej | Anži-Arena |

| Tula 9 novembre 2018 14ª giornata | Arsenal Tula | 2 – 0 referto | Anži | Stadio Arsenal |

| Kaspijsk 24 novembre 2018 15ª giornata | Anži | 1 – 1 referto | Rubin | Anži-Arena |

| Kaspijsk 1º dicembre 2018 16ª giornata | Anži | 0 – 0 referto | Ufa | Anži-Arena |

| Kaspijsk 8 dicembre 2018 17ª giornata | Anži | 0 – 3 referto | Spartak Mosca | Anži-Arena |

| Orenburg 1º marzo 2019 18ª giornata | Orenburg | 0 – 1 referto | Anži | Stadio Gazovik |

| Kaspijsk 10 marzo 2019 19ª giornata | Anži | 0 – 2 referto | Lokomotiv Mosca | Anži-Arena |

| Kaspijsk 15 marzo 2019 20ª giornata | Anži | 0 – 2 referto | Kryl'ja Sovetov Samara | Anži-Arena |

| Krasnodar 31 marzo 2019 21ª giornata | Krasnodar | 5 – 0 referto | Anži | Stadio FC Krasnodar |

| Kaspijsk 6 aprile 2019 22ª giornata | Anži | 1 – 1 referto | Dinamo Mosca | Anži-Arena |

| San Pietroburgo 14 aprile 2019 23ª giornata | Zenit San Pietroburgo | 5 – 0 referto | Anži | Stadio San Pietroburgo |

| Kaspijsk 19 aprile 2019 24ª giornata | Anži | 0 – 1 referto | Achmat Groznyj | Anži-Arena |

| Mosca 24 aprile 2019 25ª giornata | CSKA Mosca | 2 – 0 referto | Anži | Arena CSKA |

| Kaspijsk 27 aprile 2019 26ª giornata | Anži | 1 – 1 referto | Rostov | Anži-Arena |

| Krasnojarsk 3 maggio 2019 27ª giornata | Enisej | 3 – 1 referto | Anži | Stadio Centrale |

| Kaspijsk 10 maggio 2019 28ª giornata | Anži | 0 – 1 referto | Arsenal Tula | Anži-Arena |

| Kazan' 20 maggio 2019 29ª giornata | Rubin | 0 – 0 referto | Anži | Kazan Arena |

| Kaspijsk 26 maggio 2019 30ª giornata | Anži | 0 – 2 referto | Ural | Anži-Arena |

### Coppa di Russia
| Pesčanopskoe 26 settembre 2018 Sedicesimi di finale | Čajka Pesčanopskoe | 1 – 2 referto | Anži | Stadio Čajka |

| Mosca 1º novembre 2018 Ottavi di finale | Spartak Mosca | 1 – 0 referto | Anži | Otkrytie Arena |